# Langues austro-taï
Le terme de langues austro-taï est une hypothèse selon laquelle, les langues taï-kadaï et les langues austronésiennes seraient regroupées au sein d'une famille de langues commune. Cette hypothèse a été proposée en 1942 par le linguiste Paul K. Benedict (en) et fait consensus chez les linguistes. Un rapprochement avec les langues japoniques a par la suite été proposé par le même Benedict mais ajout ultérieur n'est plus guère défendu en 2025.